# داسو رافال

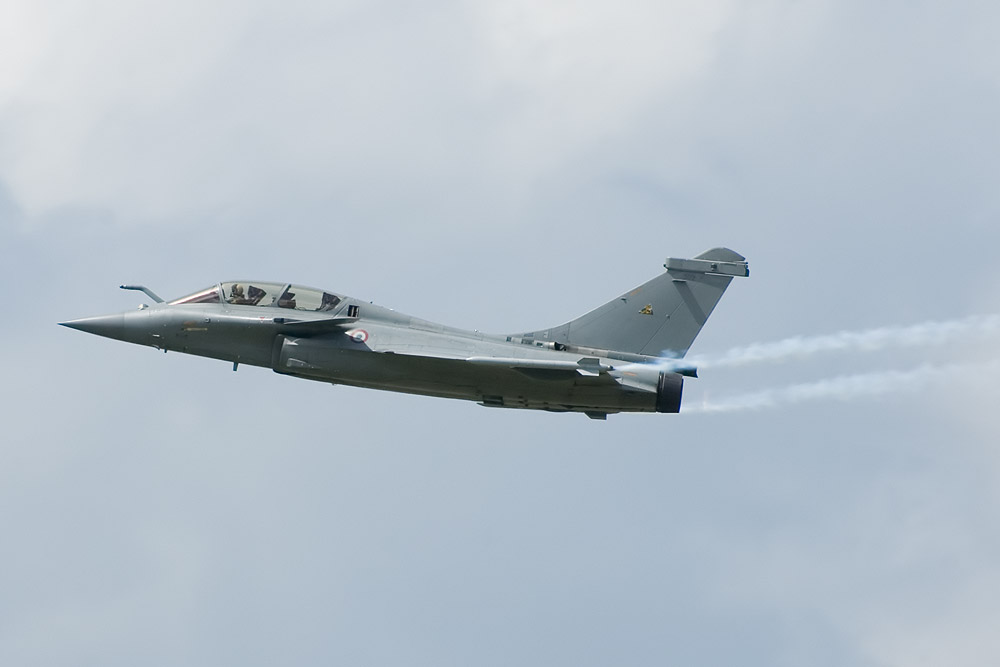
داسو رافال بی

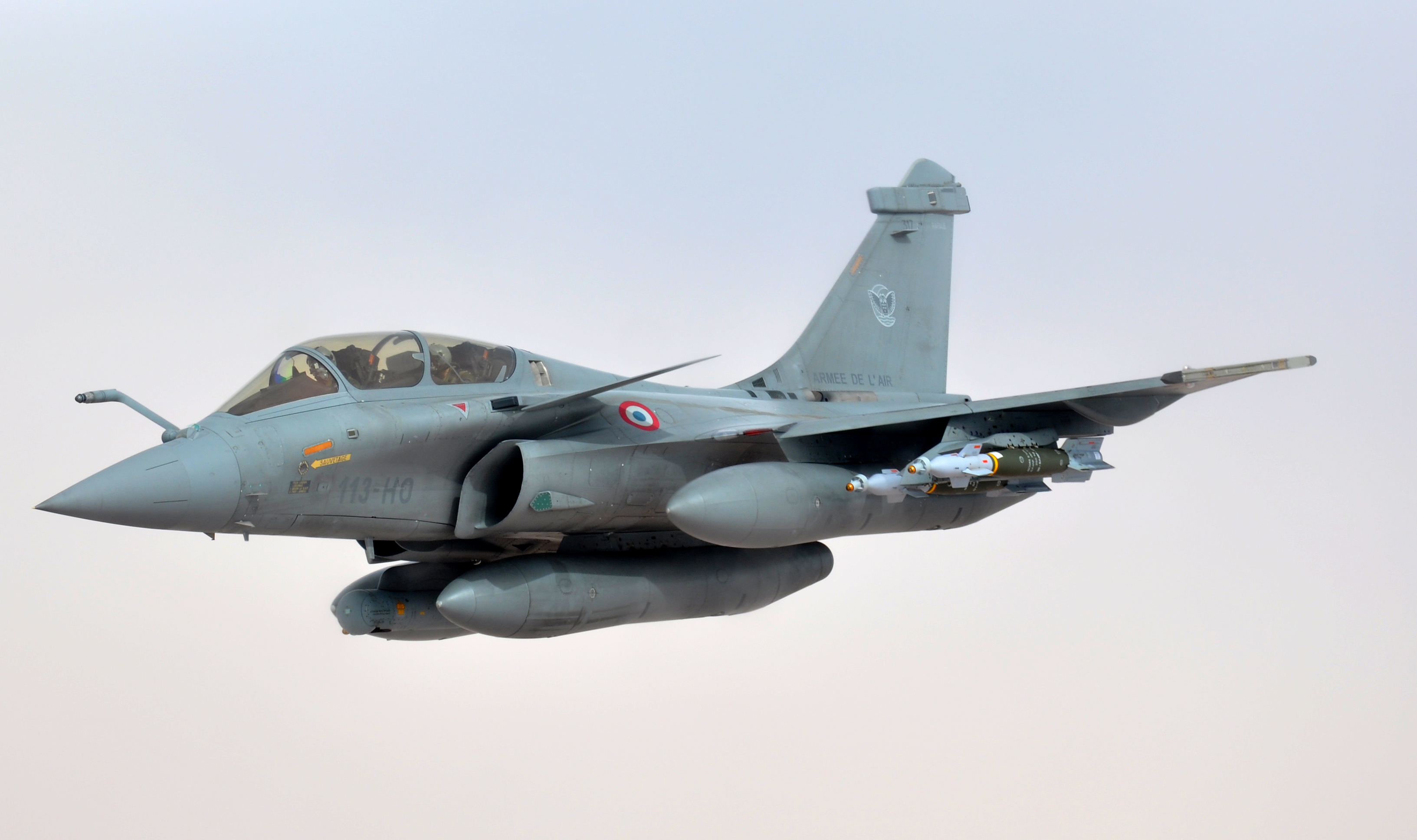
رافال بی در عملیات سروال

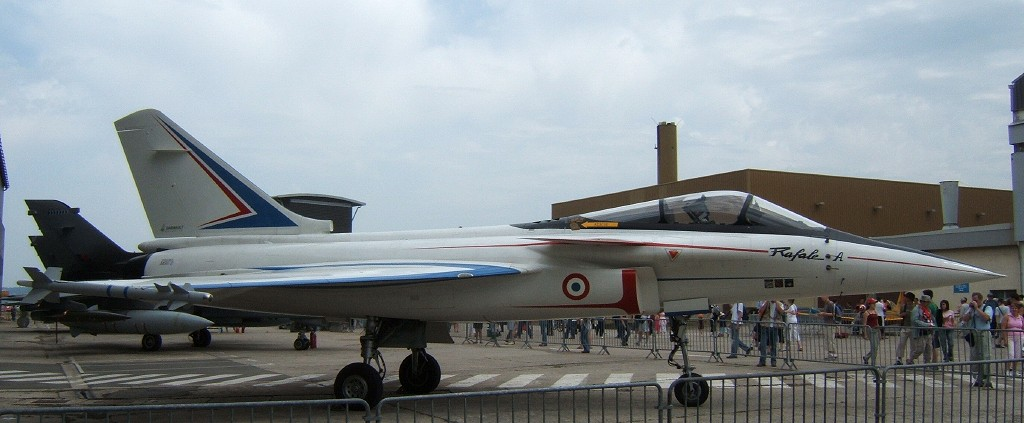
اولین پیش‌نمونه هواپیما

داسو رافال (به فرانسوی: Dassault Rafale) هواپیمای جنگنده دوموتورهٔ چندمنظورهٔ فرانسوی است که توسط شرکت هوانوردی داسو طراحی شده و ساخته می‌شود. داسو این هواپیما را جنگنده‌ای همه‌منظوره با قابلیت پنهان‌کاری نسبی توصیف کرده که قادر است همزمان وظایفی همچون برتری هوایی، بمباران اهداف زمینی، شناسایی و مأموریت‌های بازدارندگی اتمی را ایفا کند.
این هواپیما در سال ۱۹۸۶ اولین پرواز خود را انجام داده و از سال ۲۰۰۱ وارد فعالیت رسمی در ارتش فرانسه شد. هند، مصر و قطر سه کشوری هستند که قرارداد خرید این جنگنده را امضاء کرده‌اند و چندین کشور هم در حال بررسی رافال برای انتخاب جنگنده جدید خود هستند. در دوازدهم آذر ۱۴۰۰ برابر با سوم دسامبر ۲۰۲۱، امارات متحده عربی با فرانسه برای خرید ۸۰ فروند جنگنده رافال به توافق رسید. ارزش این معامله تسلیحاتی بیش از ۱۹ میلیارد دلار (۱۷ میلیارد یورو) اعلام شده است. امارات صاحب پیشرفته‌ترین مدل از جنگنده رافال، داسو رافال اف۴ (Dassault Rafale F4)، خواهد شد. معامله با امارات احتمالاً بزرگ‌ترین قرارداد تسلیحاتی فرانسه با یک کشور خارجی برای فروش جنگنده در سال جاری میلادی خواهد بود و از آن با عنوان «معامله تسلیحاتی قرن» نام برده می‌شود.

## طراحی و توسعه

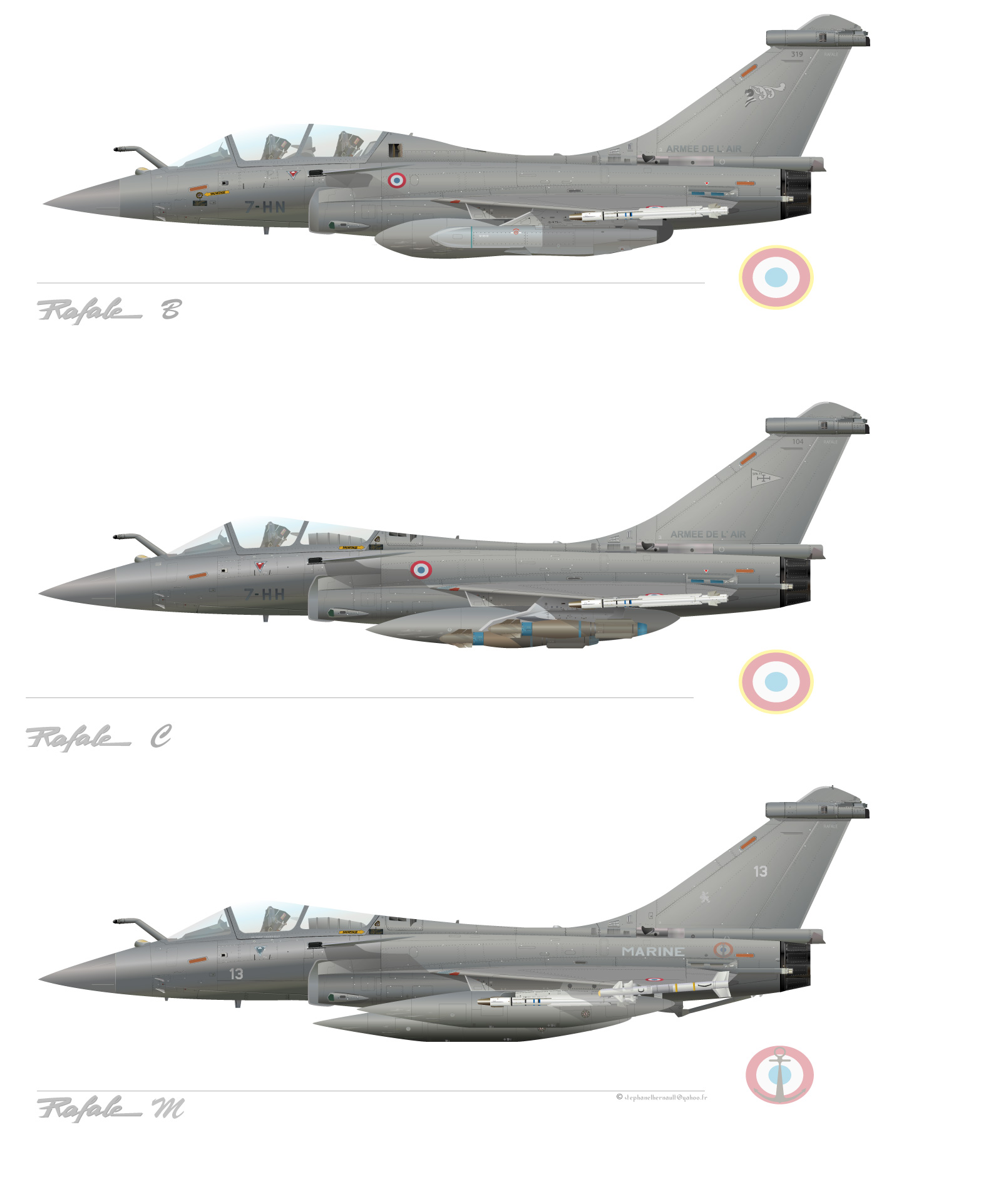
داسو رافال

طراحی این هواپیما به طرح مشترک نیروی هوایی و دریایی فرانسه در اواخر دهه ۱۹۷۰ به همراه چهار کشور دیگر اروپایی بریتانیا، اسپانیا، ایتالیا، آلمان برای ساخت یک جنگنده چابک بازمی‌گردد. اختلافات در مورد تقسیم کار و قابلیت‌های این هواپیما موجب شد تا فرانسوی‌ها از این طرح جدا شده و طراحی هواپیمای جداگانه‌ای را بر اساس دستاوردهای این طرح آغاز کنند. نخستین پیش‌نمونه رافال در سال ۱۹۸۶ پرواز کرد اما کاهش بودجه پروژه در پایان جنگ سرد به تأخیر زیاد در اتمام این پروژه منجر شد و نهایتاً این جنگنده در سال ۲۰۰۱ در نیروی هوایی و نیروی دریایی فرانسه عملیاتی شد. طرح چهار کشور دیگر نیز به ساخت یوروفایتر تایفون انجامید که شباهت ظاهری قابل توجهی با رافال دارد.
رافال برخلاف یوروفایتر تایفون جنگنده‌ای کاملاً ملی است که از یک بدنهٔ پروازی کاملاً جدید با طراحی فرانسوی و نیروی محرکه، اویونیک، و سلاح‌های فرانسوی استفاده می‌کند. با توجه به اندازه نه چندان بزرگ نیروهای مسلح فرانسه تنها راه برای اقتصادی کردن این پروژه این بود که جایگزینی برای تمام جنگنده‌های موجود این ارتش باشد؛ یعنی از جنگنده‌های باستانی ووت اف-۸ کروسادر نیروی دریایی گرفته تا هواپیماهای تجسسی استراتژیک میراژ آی‌وی‌پی و همین‌طور جنگنده‌های چندمنظورهٔ میراژ ۲۰۰۰ و میراژ اف-۱ و جنگنده ضربتی سپکت جگوار همگی در نهایت با رافال جایگزین شوند. در نتیجه این برنامه به یک پروژه بسیار پرخرج تبدیل شد که مجبور بود با پروژه‌های بزرگ دیگر ارتش فرانسه مثل ناو هواپیمابر اتمی شارل دوگل ِ نیروی دریایی و هلیکوپتر تایگر ِ نیروی زمینی برای تخصیص بودجه مناسب رقابت کند و تکمیل آن با تأخیر فراوانی همراه بود.

## ویژگی‌های فنی
داسو رافال در سه مدل تولید می‌شود: مدل B که ۲ کابین است و مخصوص نیروی هوایی، مدل C که تک کابین و باز مخصوص نیروی هوایی است و مدل M که تک کابین و مخصوص نیروی دریایی و ناوهواپیمابر است. رافال مثل نزدیکترین همتای خود یوروفایتر تایفون، جت جنگنده‌ای با بال دلتا، کانارد و بدون دم است اما از یوروفایتر کوچکتر و سبک‌تر و چابک‌تر است. این جنگنده با توجه به اندازه کوچکش قادر است بدون داشتن بال تاشو بر روی ناوهای هواپیمابر حمل شود. رافال با وجود اندازه کوچک توانایی حمل میزان سنگینی مهمات را دارد. وزن خالی مدل C آن ۹٬۵۰۰ کیلوگرم و وزن مدل M که ناونشین ۱۰٬۱۹۶ کیلوگرم است اما قادر است با حداکثر ۲۲٬۲۰۰ کیلوگرم وزن از زمین برخیزد. ضمن اینکه شرکت داسو امیدوار است این میزان را تا حدود ۲۵ تن ارتقاء دهد. در واقع رافال بدون مهمات و سوخت حدود ۱٫۵ تن از اف-۱۶سی سبک‌تر است اما می‌تواند با ۴٫۵ تن وزن بیشتر از زمین برخیزد. این توانایی باعث می‌شود تا رافال بتواند ۹٫۵ تن انواع بمب و موشک یا سوخت خارجی و ۴٬۷۰۰ کیلوگرم سوخت داخلی را حمل کند. این جت جنگنده بال‌مثلثی با دو مخزن سوخت خارجی رهاشونده قادر است عملیات‌های ضربتی در عمق ۱۸۵۲ کیلومتری خاک دشمن را حتی با داشتن موشک‌های سنگین هوابه‌سطح و موشک‌های هوابه‌هوا به انجام رساند.
رافال به نسل ++۴ جنگنده‌ها تعلق دارد یعنی جتی است که بر اساس اصول جنگنده‌های نسل چهارم طراحی شده اما برخی مشخصات جنگنده‌های نسل پنجم را نیز دارد. این جت فرانسوی از دو موتور توربوفن Snecma M88-2 استفاده می‌کند که هر یک بدون استفاده از پس‌سوز ۵۰٫۴۲ کیلونیوتن نیروی گشتاوری و با روشن کردن پس‌سوز موتور ۷۵٫۶۲ کیلونیوتن نیروی گشتاوری دارند. حداکثر سرعت آن ۲ ماخ است و توانایی ابرپیمایش (حرکت با سرعت مافوق صوت بدون پس‌سوز) را دارد.
مساحت بال هواپیما ۴۶٫۵ متر، بارگیری بال آن ۳۰۶ کیلوگرم بر متر مربع، و طول آن ۱۵٫۳ متر است و به یک توپ مسلسل ۳۰ میلی‌متری جیات 30/719B با ۱۲۵ گلوله مجهز است. نسبت قدرت به وزن هواپیما در مدل M با سوخت داخلی کامل و چهار موشک هوابه‌هوای MBDA MICA به رقم ۰٫۹۸۸ می‌رسد. سقف پروازی این هواپیما ۱۸٬۲۹۰ متر است و فشار جی بین ۹ تا -۳٫۲ را تحمل می‌کند. رافال می‌تواند در یک ثانیه تا ۳۰ درجه چرخش ناگهانی داشته باشد و سرعت غلت زدن آن ۲۷۰ درجه در یک ثانیه است. اویونیک هواپیما ساخت شرکت تالس است و از یک رادار آرایه فازی غیرفعال، سیستم جنگ الکترونیک SPECTRA و یک سیستم جستجو و پیگیری امواج فروسرخ تشکیل می‌شود.

## کاربران
- فرانسه: فرانسه در نظر دارد تا ۲۸۶ فروند رافال را به خدمت بگیرد که ۱۴۹ فروند آن تحویل نیروی هوایی و دریایی شده است.[۴] , تا سال ۲۰۲۴، به ۱۸۰ فروند خواهد رسید.[۵] نیروی هوایی فرانسه و نیروی دریایی فرانسه کاربران اصلی این جنگنده هستند و طبق برنامه قصد دارند تا رافال را جایگزین همهٔ جنگنده‌های قدیمی خود کنند. فرانسه از رافال در جنگ افغانستان و طرح پرواز ممنوع لیبی استفاده کرده است.
- هند: نیروی هوایی هند در ژانویه سال ۲۰۱۲ قصد داشت تا ۱۲۶ فروند داسو رافال را به ارزش ۱۰٬۴ میلیارد دلار خریداری کند و قرار بر این شد که رافال در این کشور نیز تحت لیسانس تولید شود. نیروی هوایی هندوستان برای تعیین جنگندهٔ چندمنظوره جدیدش، رقبایی همانند اف-۱۶ و بوئینگ اف/ای-۱۸ سوپر هورنت آمریکایی، میگ-۳۵ روسی، یاس-۳۹ گریپن سوئدی و یوروفایتر تایفون از کنسرسیوم اروپا را درنظر گرفت که در نهایت رافال بالاتر از نزدیکترین رقیب خود یوروفایتر تایفون به عنوان برنده این رقابت انتخاب شد؛ ولی اختلاف در مورد شیوهٔ تولید تحت لیسانس هواپیما در داخل هند باعث تأخیر در اجرای این قرارداد شده است. شرکت داسو حاضر نشد مسئولیت هواپیماهایی که در هند تولید می‌شوند را بپذیرد و خواستار آن است که دو قرارداد جداگانه برای هواپیماهایی که در فرانسه و هند ساخته می‌شوند، بسته شود. درنهایت در سال ۲۰۱۵ هند درخواست کرده که ۳۶ فروند رافال در فرانسه ساخته شود. تا اکتبر ۲۰۱۹ سه فروند به هند تحویل شده است.[۶][۷] به دنبال هدف قرار گرفتن جنگنده های رافال به دست جنگنده های چینی نیروی هوایی پاکستان، ارزش سهام شرکت داسو (شرکت سازنده جنگنده) در بورس جهانی سقوط کرد.[۸]

- مصر: مصر دومین کشوری است که این جنگنده را خریداری کرده است. تا سال ۲۰۱۹، ۲۳ فروند در اختیار دارد و ۲۴ فروند دیگر نیز سفارش داده است.[۹][۱۰]
- قطر: قطر در ۳۰ آوریل ۲۰۱۵ سفارش خرید ۲۴ فروند جنگنده رافال را به همراه تعدادی موشک ام بی دی ای در قراردادی به ارزش ۶٫۳ میلیارد یورو با فرانسه امضا کرد.[۱۱] نیروی هوایی قطر این هواپیما را برای جایگزینی جنگنده‌های میراژ-۲۰۰۰-۵ خود انتخاب کرده که از پیشرفته‌ترین مدل‌های میراژ است و به تازگی هم خریداری کرده بود. آنها رافال را پس از مقایسه با اف-۳۵، بوئینگ اف/ای-۱۸ سوپر هورنت، اف-۱۵ ایگل و یوروفایتر تایفون انتخاب کردند. در ادامه شمار سفارش به ۳۶ فروند افزایش پیدا کرده است.

### کاربران احتمالی
- امارات متحده عربی: امارات نیز به خرید نوع ارتقاء یافته‌ای از رافال با رادار و موتور قدرتمندتر و موشک‌های هوابه‌هوا علاقه‌مندی نشان داده است و در حال بررسی این هواپیما و مقایسه آن با اف-۱۸-ئی، اف-۳۵، تایفون و سوخو-۵۷ است. ارزیابی‌ها در سال ۲۰۱۹ همچنان ادامه دارد.[۱۲]
- کانادا، لیبی، برزیل و کویت هم از دیگر کشورهایی بودند که احتمال خرید رافال توسط آن‌ها مطرح شد. لیبی و کانادا هنوز دست به خرید هواپیما نزده‌اند؛ ولی برزیل در نهایت ساب ۳۹ گریپن را به‌عنوان جنگندهٔ آینده خود برگزید و کویت نیز یوروفایتر را به دیگر رقیب‌ها ترجیح داد.

## نگارخانه

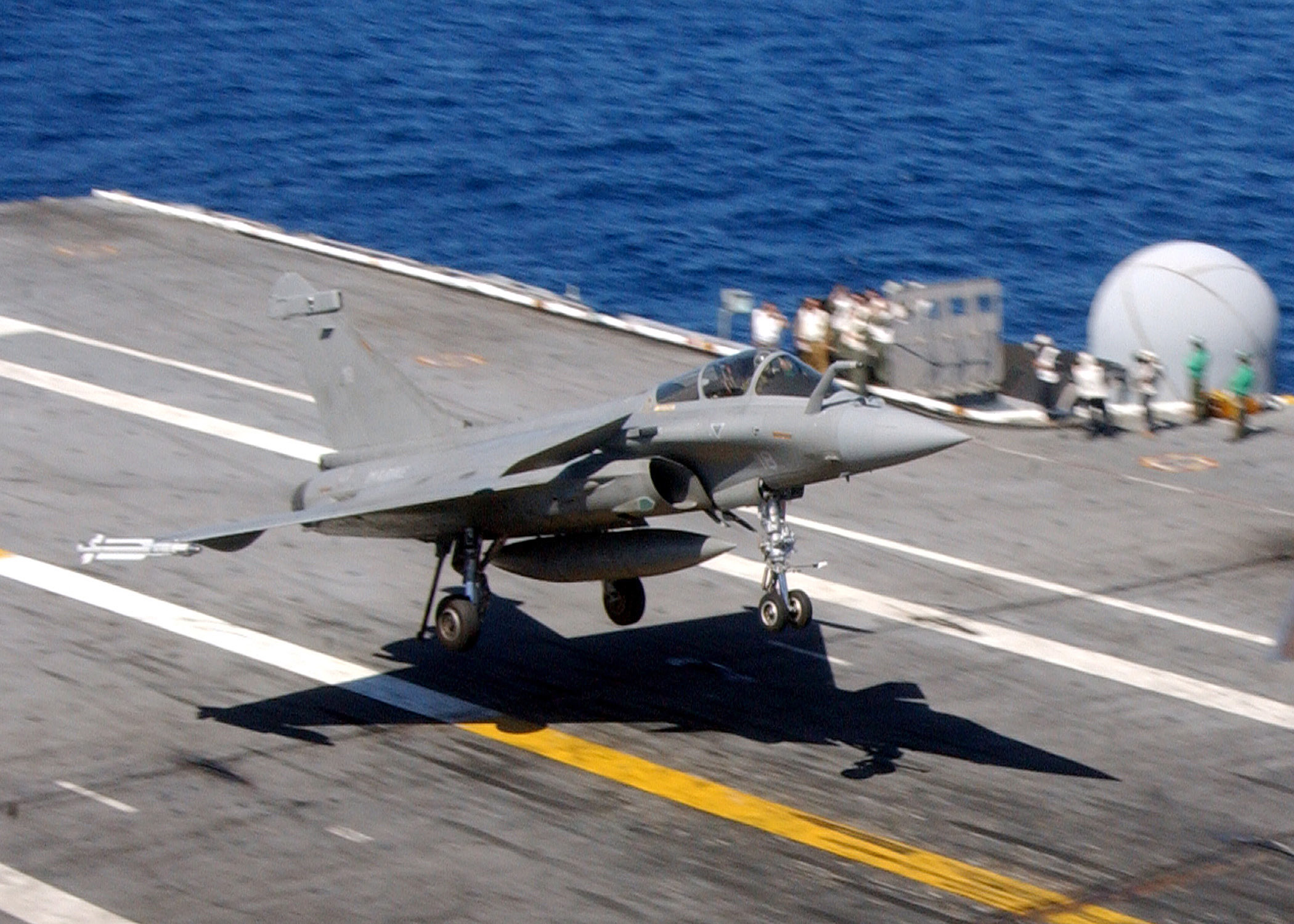
رافال درحال برخاستن از یواس‌اس تئودور روزولت (سی‌وی‌ان-۷۱)
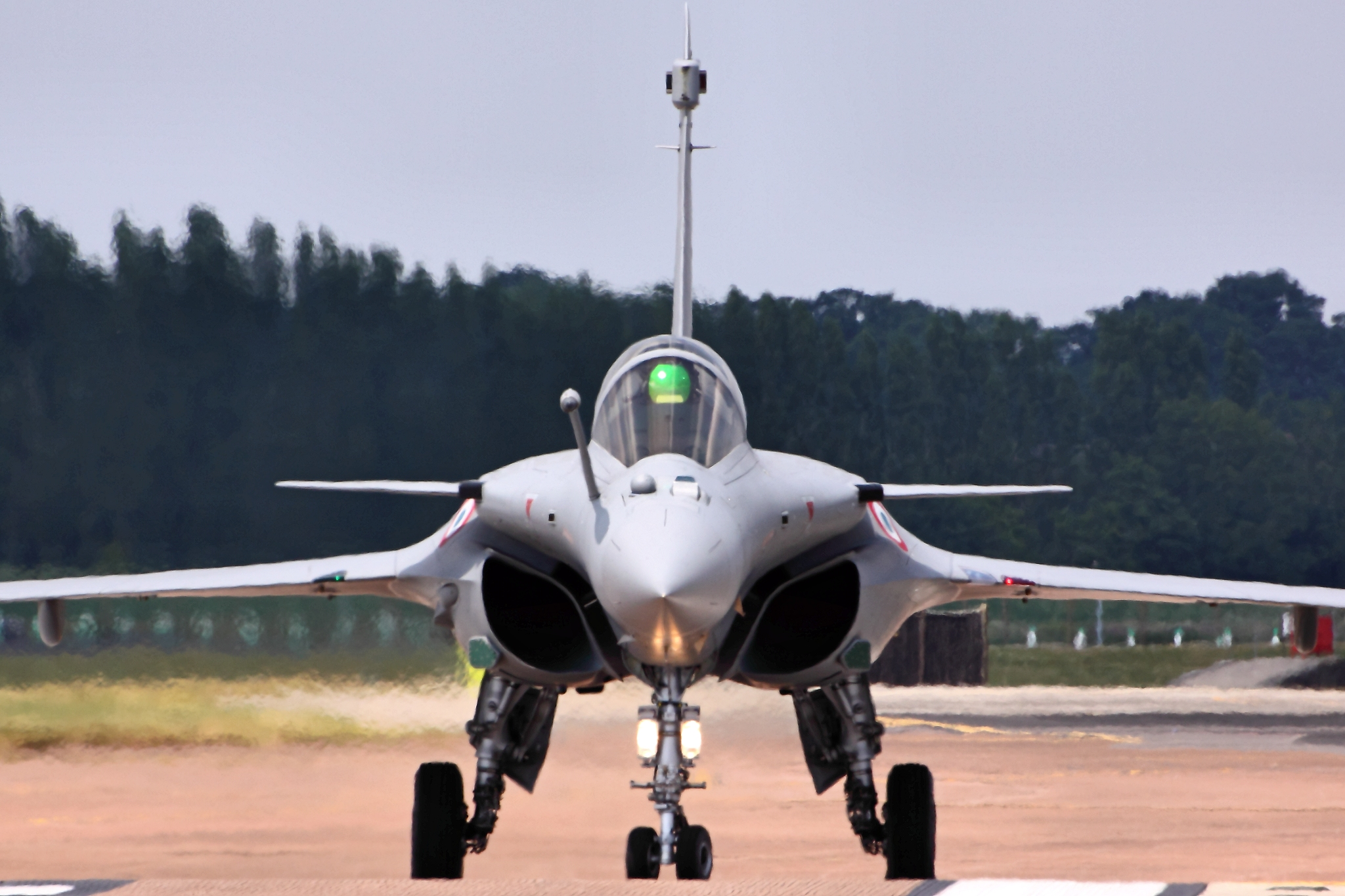
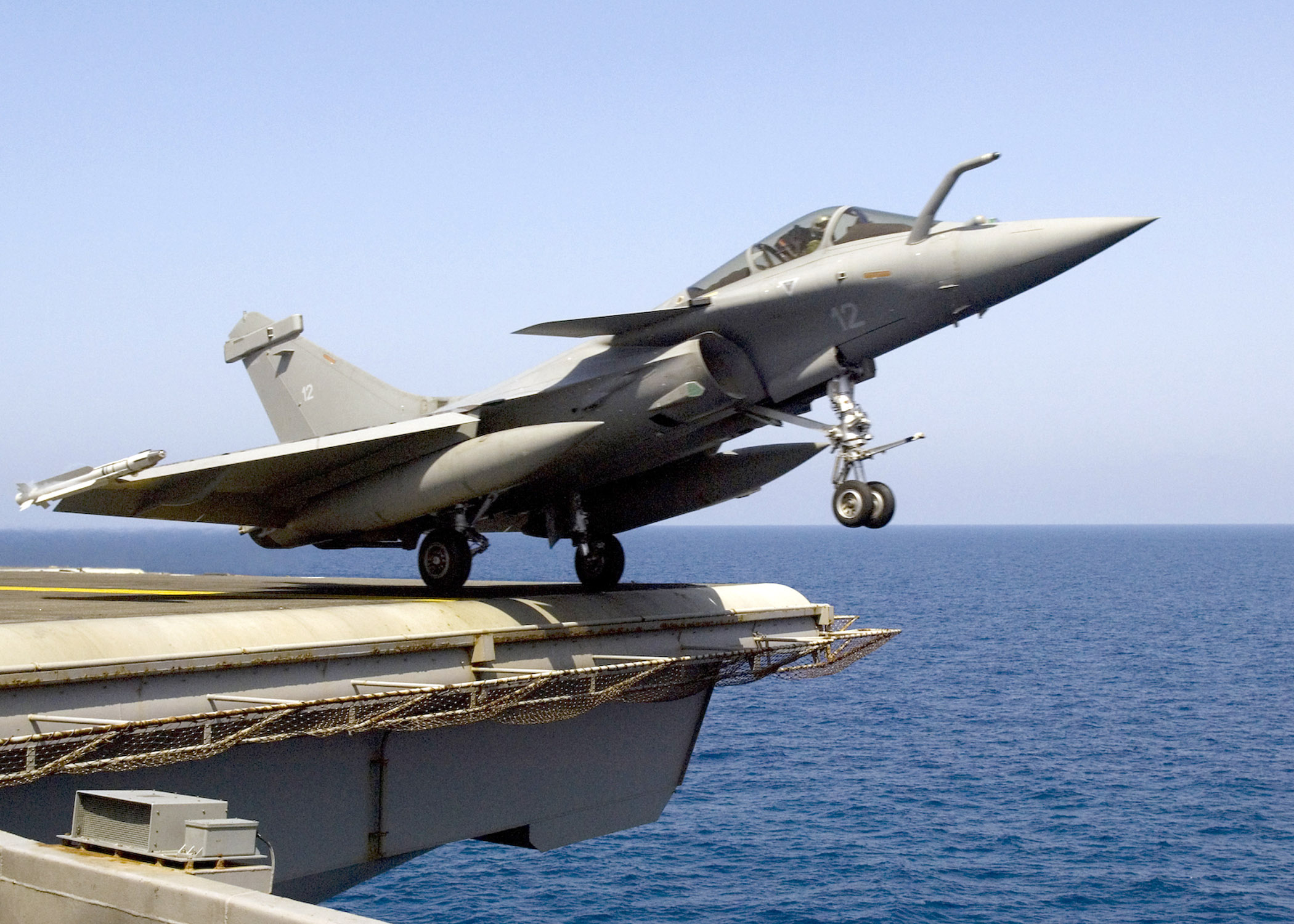
درحال بلند شدن از ناو هواپیمابر یواس‌اس انترپرایز (سی‌وی‌ان-۶۵)
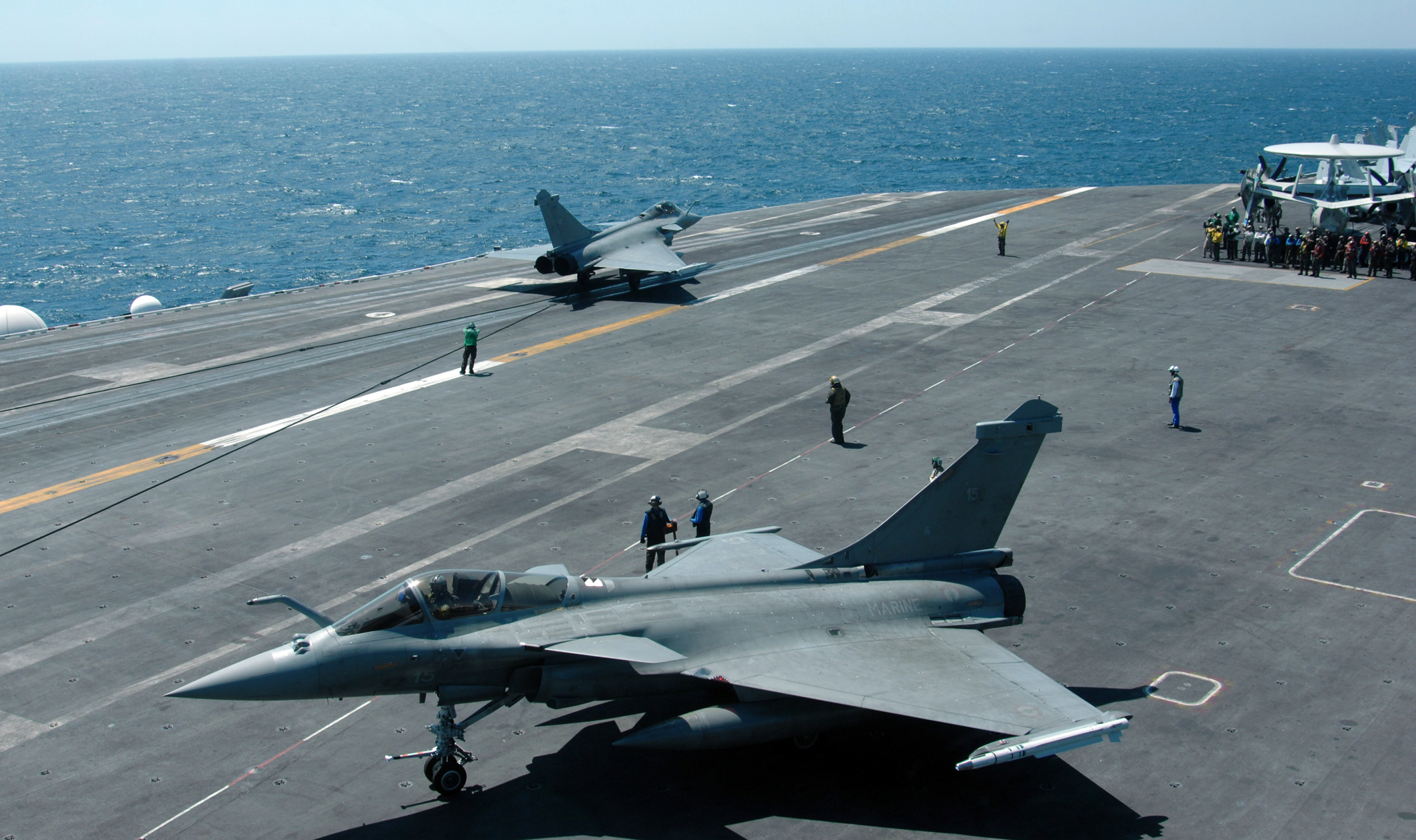
بر روی عرشهٔ یواس‌اس هری اس. ترومن
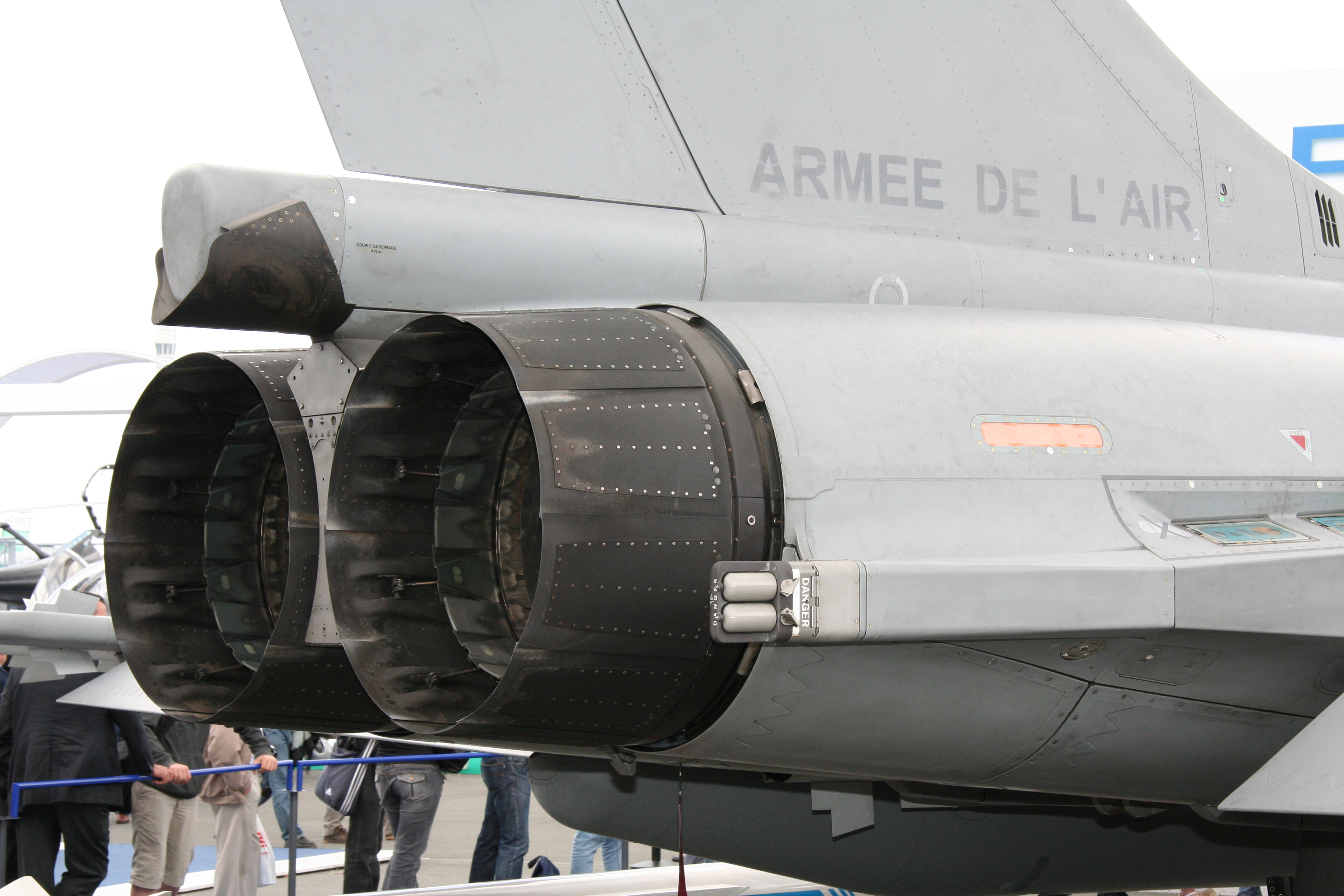
نازل موتورهای رافال
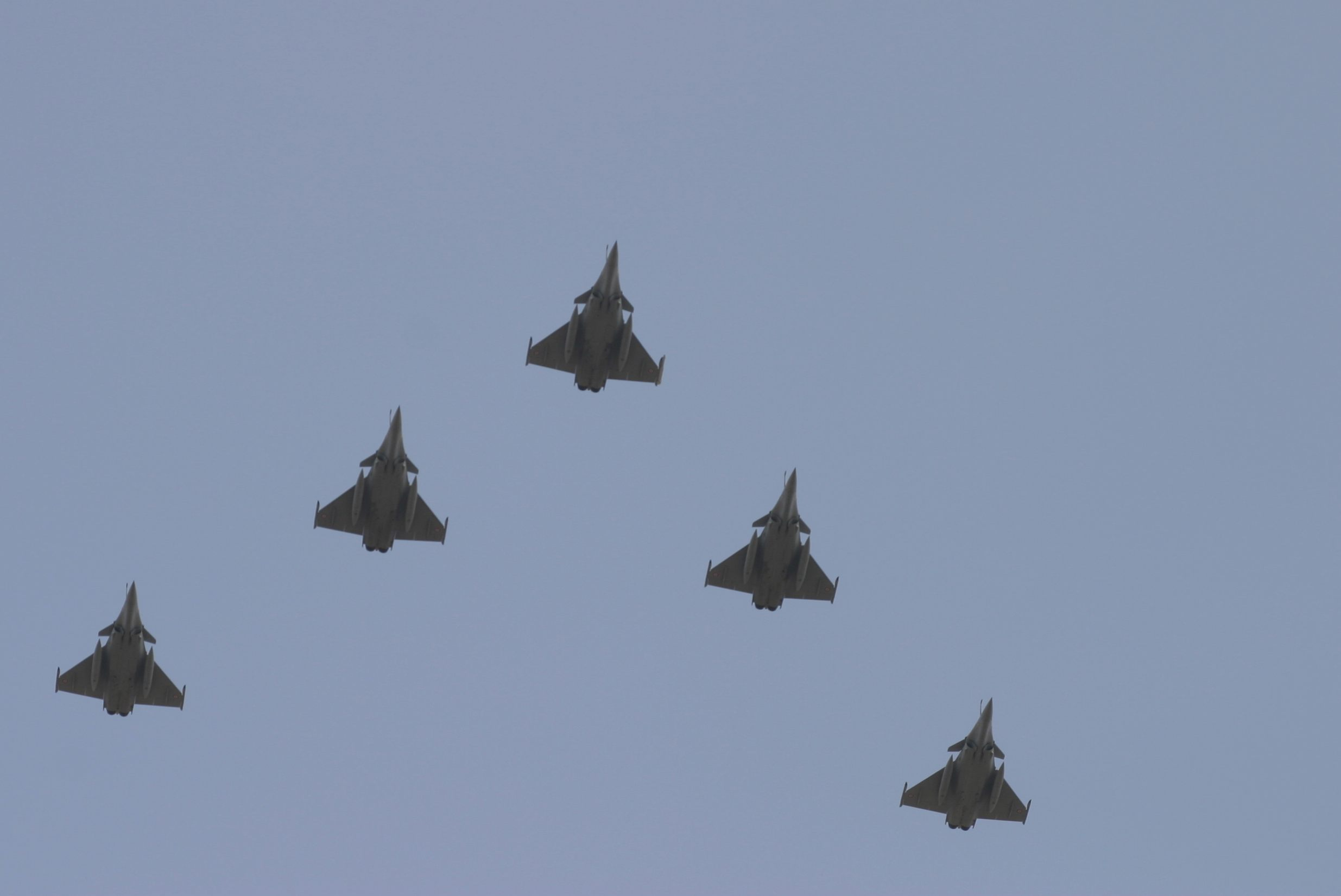
آرایش رافال‌های فرانسه
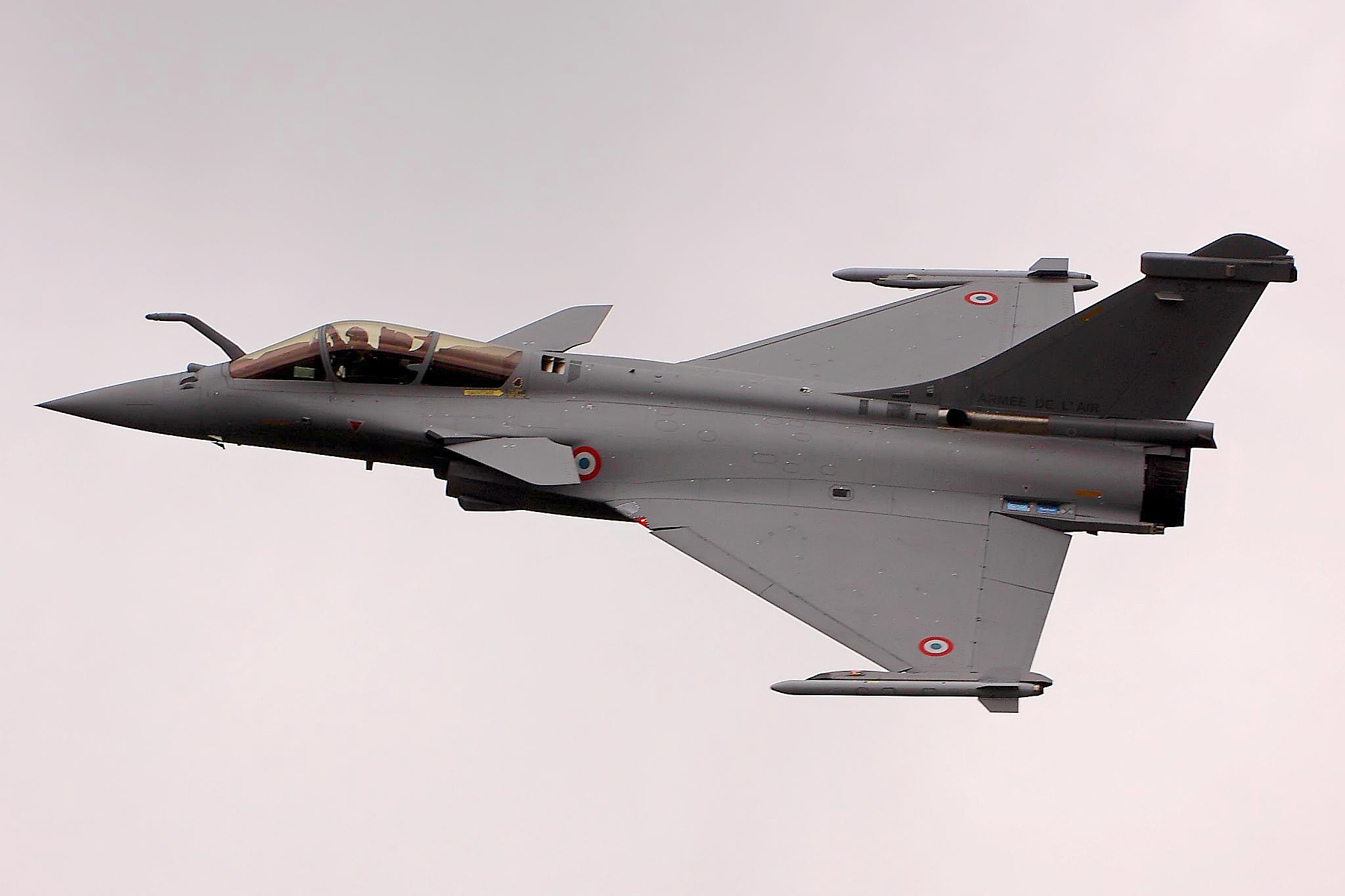
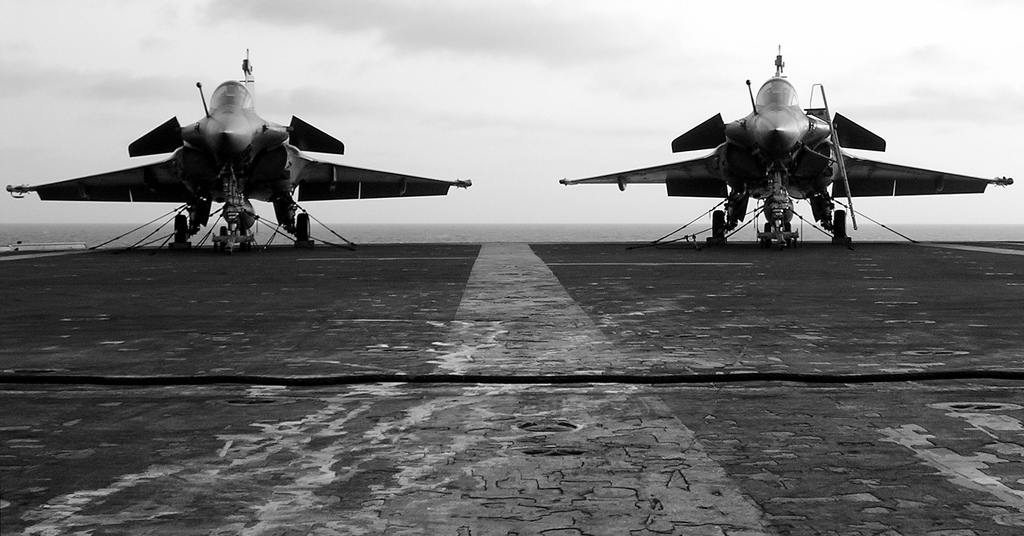
بر روی عرشهٔ ناو هواپیمابر شارل دوگل
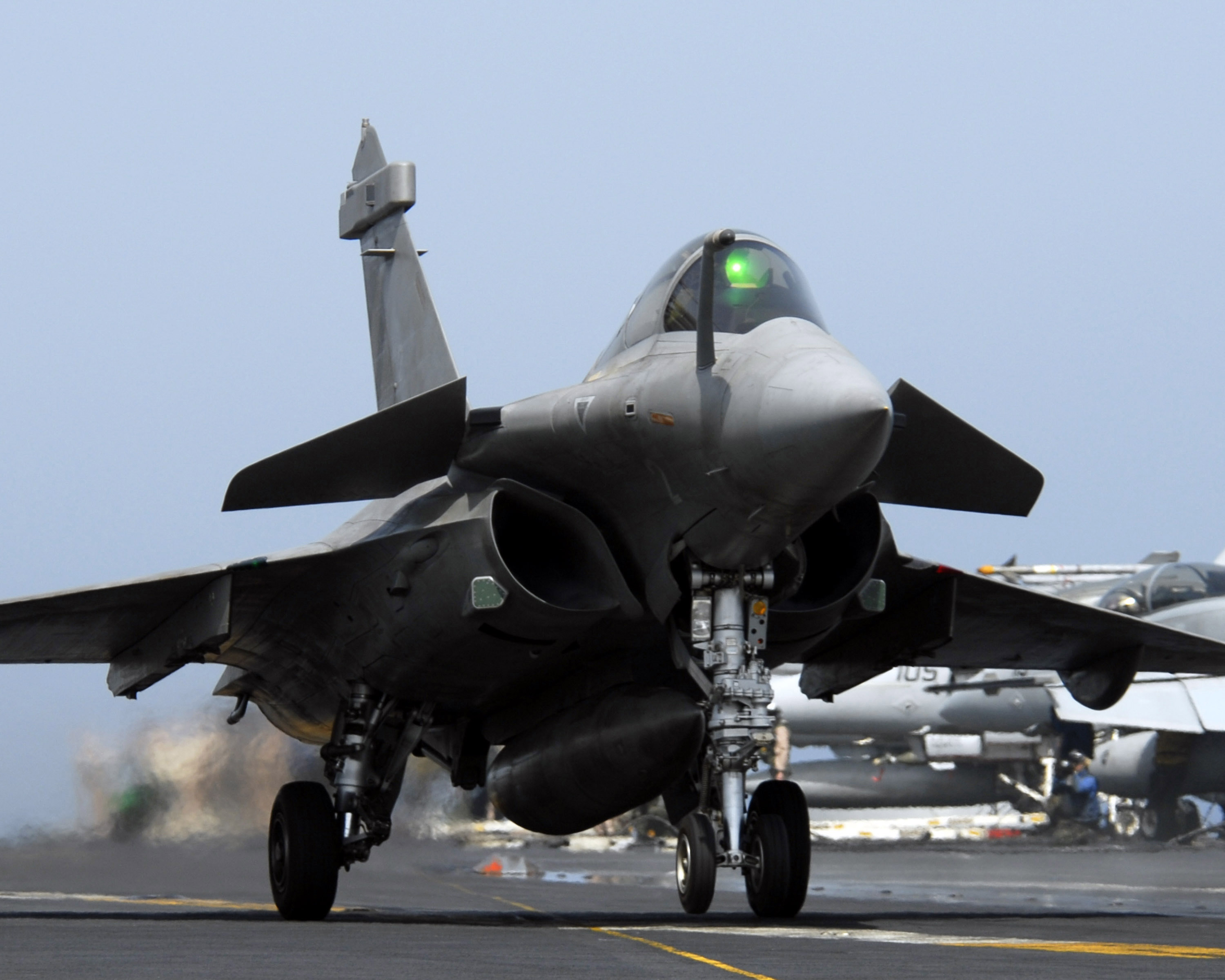
روی عرشهٔ ناو هواپیمابر شارل دوگل
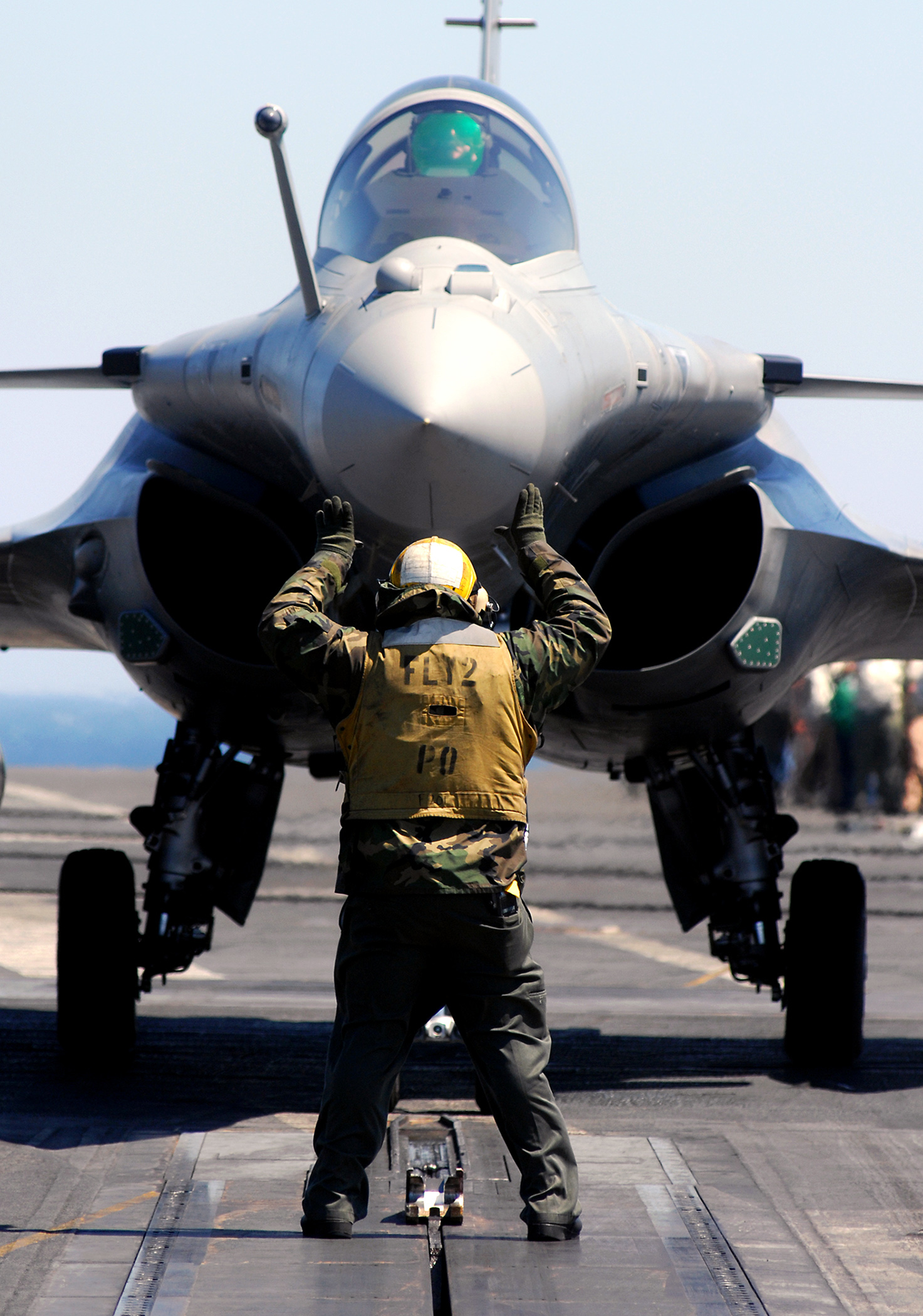
روی ناو هری ترومن آمریکا
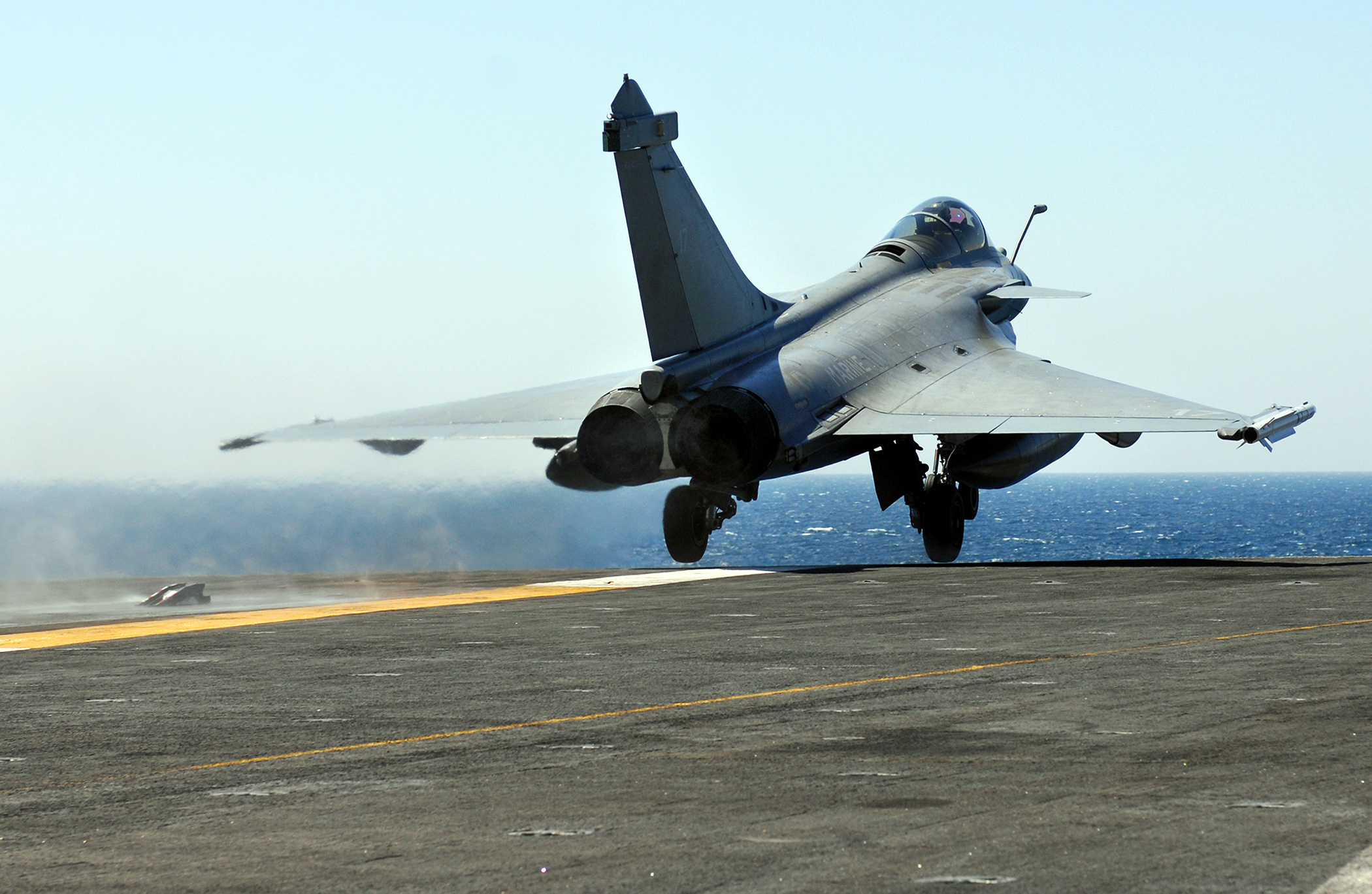
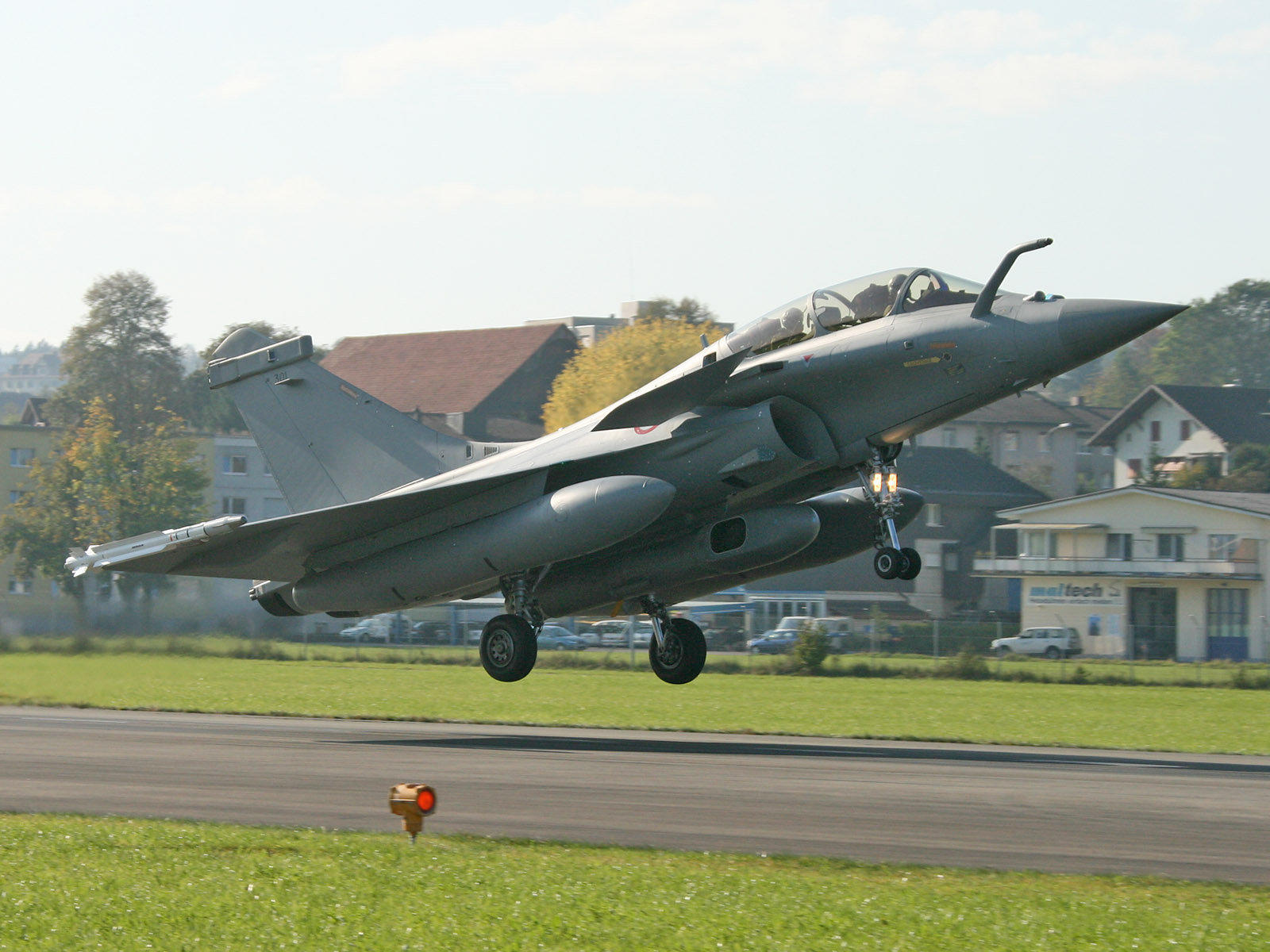
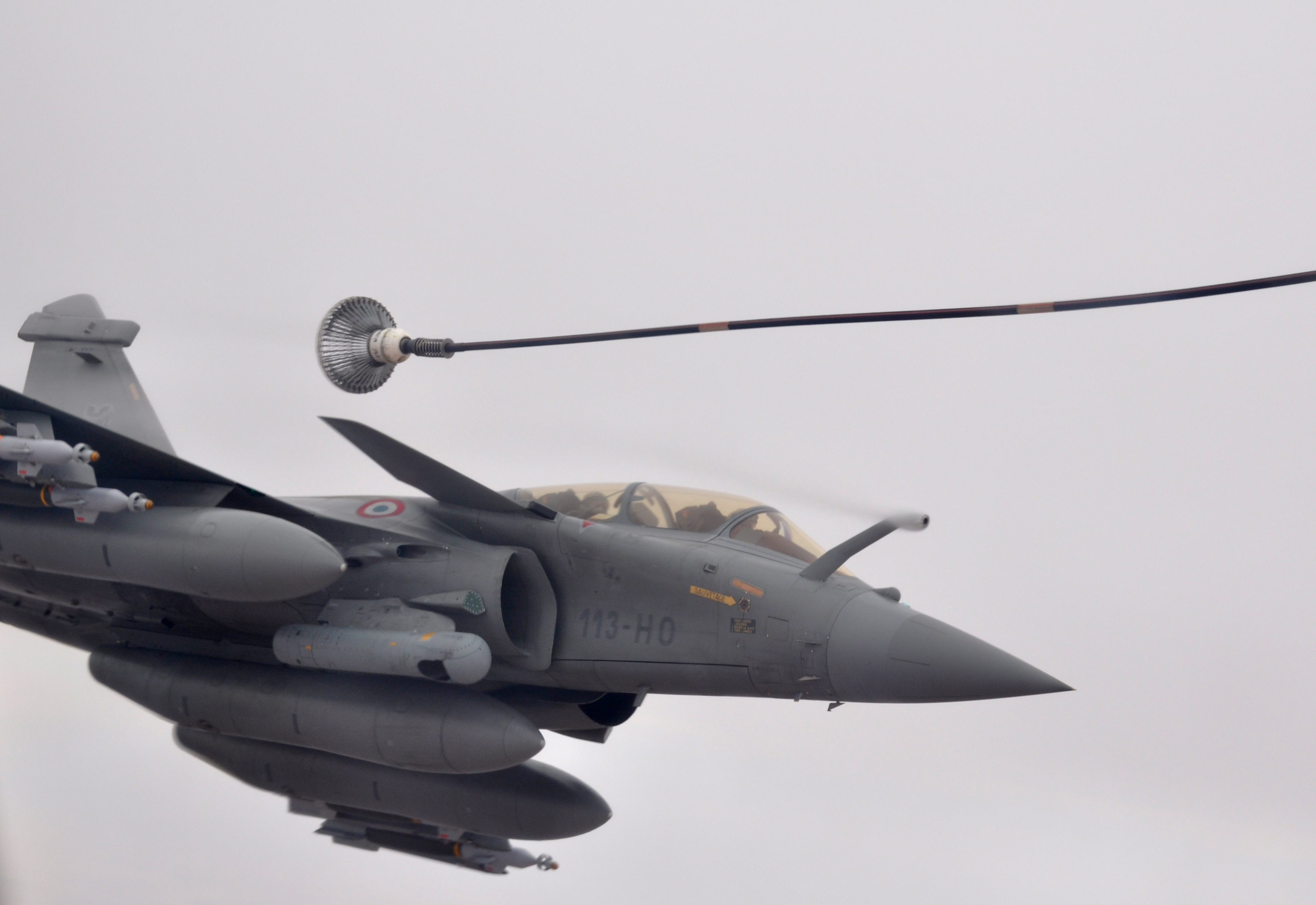
سوختگیری هوایی
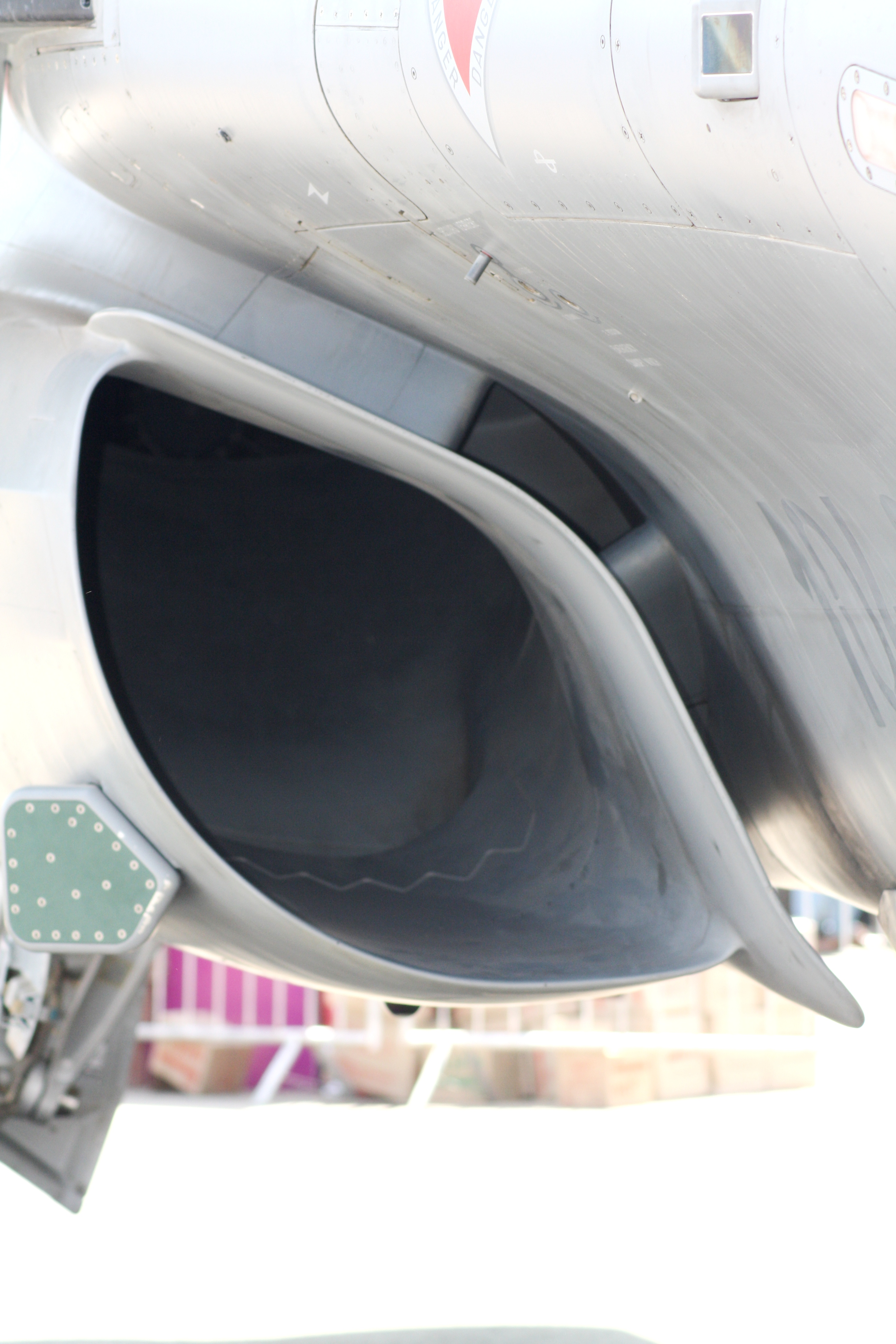
ورودی هوا (اینتِیک)
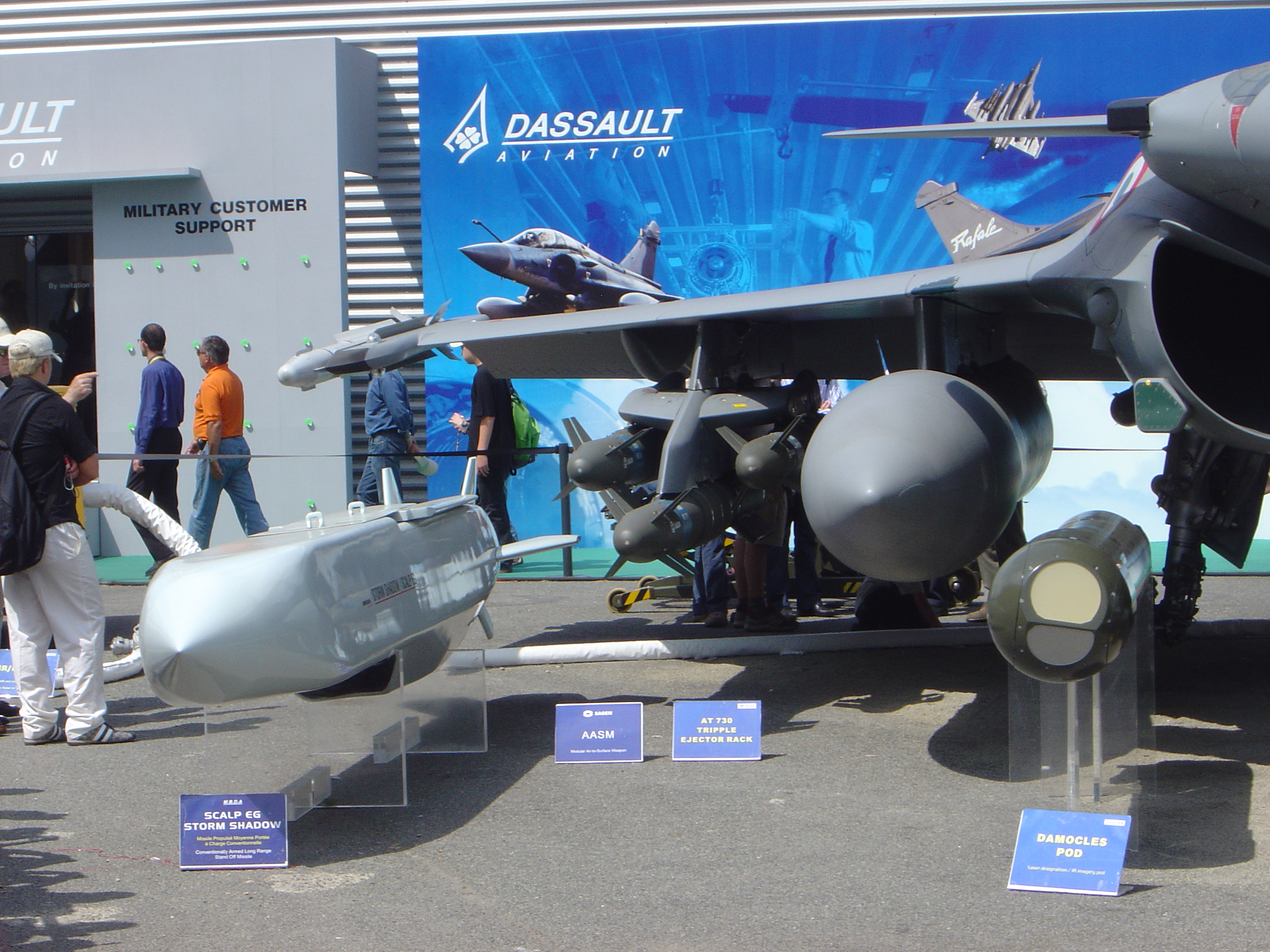
مهمات رافال
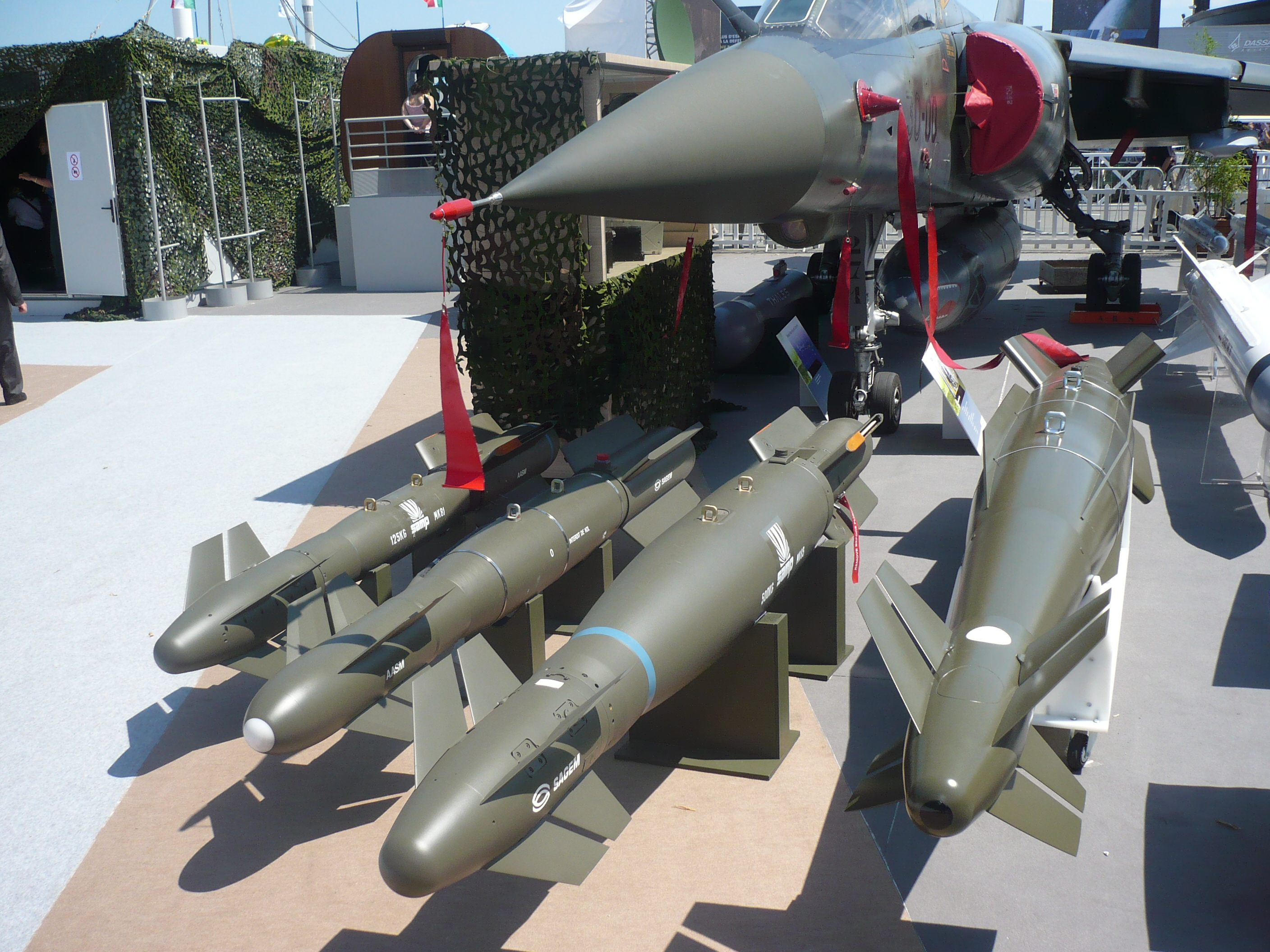
مهمات رافال
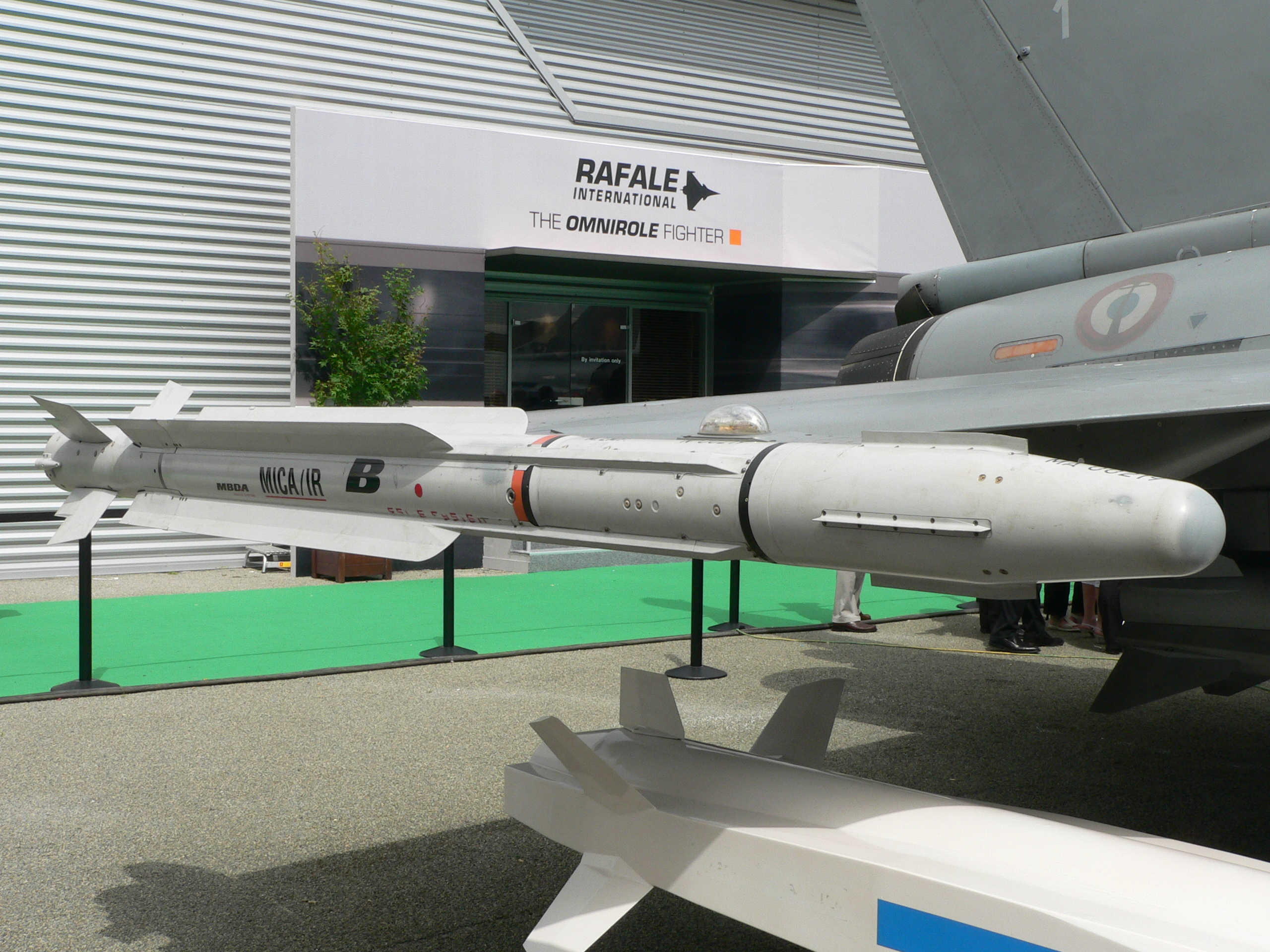
مهمات رافال
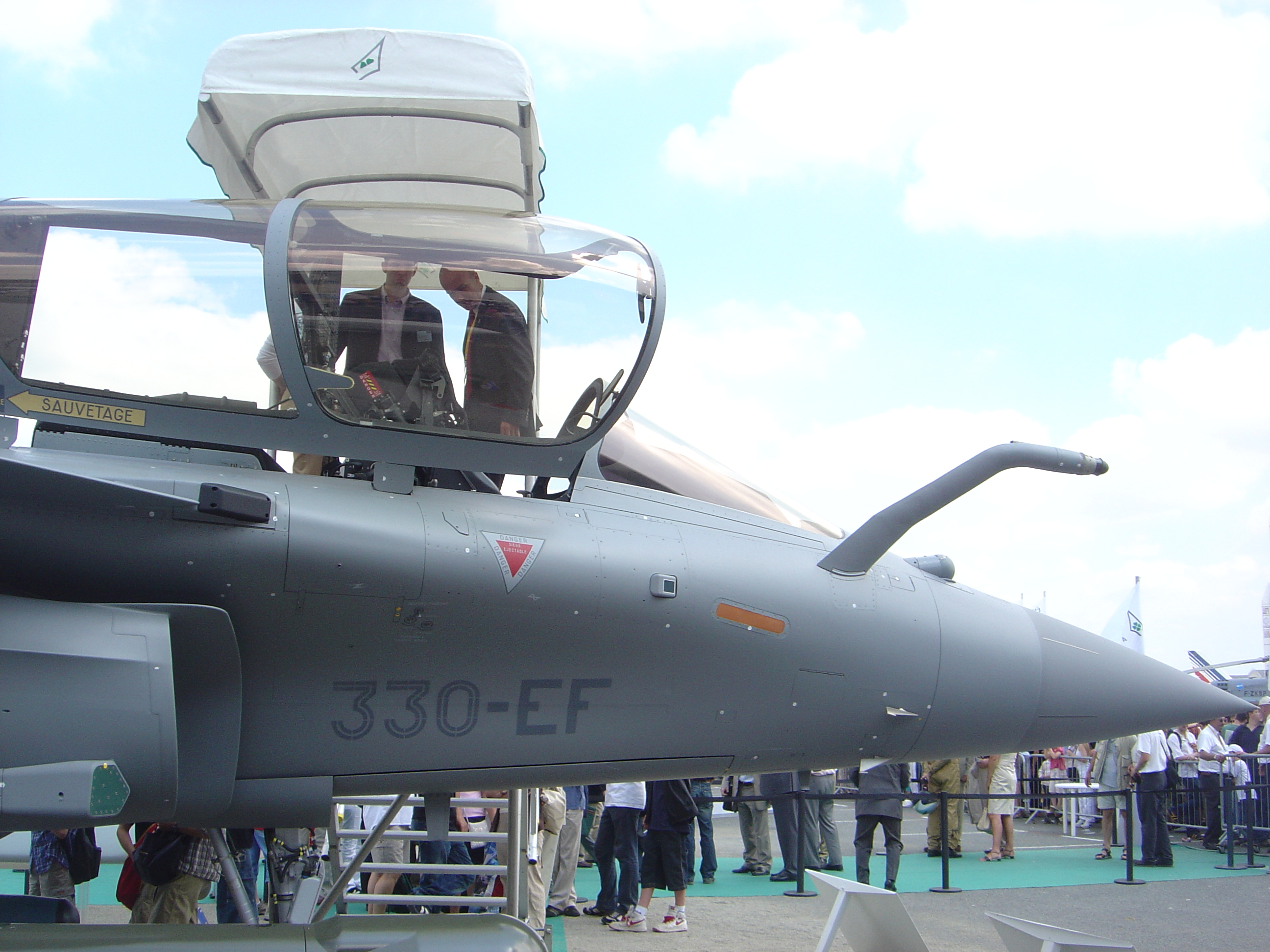